# Marcia Jones-Smoke
Marcia Jones-Smoke (Oklahoma City, Oklahoma, 18 de julho de 1941) é uma ex-canoísta de velocidade norte-americana na modalidade de canoagem.

## Carreira
Foi vencedora da medalha de bronze em K-1 500 m em Tóquio 1964.